# Сигнали примирення
Сигнали примирення (англ. calming signals) — мова рухів тіла собаки, використовувана нею для вираження стану стресу, самозаспокоєння та уникнення соціальних конфліктів .

## Історія сигналів примирення
Мовою собак до недавнього часу було заведено вважати тільки лише описані К.Лоренц пози, за допомогою яких собаки висловлюють агресію і страх, домінантність і підпорядкування.
Однак у дев`яностих роках XX століття групою експертів-кінологів з Норвегії, в тому числі Тюрід Ругос, були відкриті та детально описані тонкіші способи самовираження собак — сигнали примирення. Ці сигнали раніше були відомими вченим лише як спосіб комунікації у вовків. З етологічного погляду сигнали примирення являють собою перенаправлену поведінку, за допомогою якої тварина знімає стрес і намагається заспокоїти соціальних партнерів .
Наразі описано близько 30 сигналів. Наприклад, повороти голови та тулуба, моргання, облизування, завмирання, струшування, нюхання землі, поділ, наближення по дузі та ін.

## Новий погляд на собаку
Сигнали примирення дуже різноманітні. Одні з них — дрібні, часом ледь помітні рухи та пози, інші являють собою цілі ланцюжки дій, причому кожна група сигналів виконує свою функцію.
Знання сигналів примирення кардинально змінило розуміння поведінки собак, дозволяючи виявити їхні приховані почуття. Якщо до відкриття сигналів примирення в деяких ситуаціях певна поведінка собаки вважалася агресивною і домінантною, то зараз завдяки їм така поведінка може бути ідентифікована як страх і невпевненість собаки що означає докорінну відмінність в реакції тренера та корегуванні поведінки від колишньої.

## Практичне застосування
Практичне застосування сигналів примирення надзвичайно різноманітне і зачіпає всі галузі спілкування з собакою, оскільки сигнали примирення здатні вказати на найменше внутрішнє напруження тварини навіть у тих випадках, коли зовнішній прояв цієї напруги не спостерігається. Розуміючи мову собаки, господар або тренер може легко заспокоїти тварину, або вплинувши на неприємну для собаки ситуацію, або відповідаючи їй за допомогою імітації деяких сигналів примирення власними рухами тіла.
На сигналах примирення засновані більш ефективні способи корекції поведінки. Так, наприклад, замість того, щоб привчати собаку до людини, якої вона боїться, можна, уникаючи методу інструментального обумовлювання, використовувати прямий діалог з собакою її мовою: просити людину, яка здається собаці небезпечною, повернутися до неї спиною або боком, відвернути голову і триматися на такій відстані, на якій собака перестає показувати якісь сигнали примирення. Лаючу біля дверей собаку можна заспокоїти, вставши між нею і дверима і повернувшись до собаки спиною.